# Schwechati csata
A schwechati csata az 1848–49 évi szabadságharcban, az 1848 őszén a Dunántúlon folyó hadműveletek utolsó csatája volt. 1848. október 30-án a Bécs melletti Schwechat falu közelében a Móga János vezette magyar sereg vereséget szenvedett a Windisch-Grätz vezette császári haderőtől.

## Előzmények

### Jellasics visszavonulása
Az 1848. szeptember 29-i pákozdi csata után néhány nappal Móga János megindította a magyar csapatokat Jellasics üldözésére. A bán hadseregével Bécs felé menekült, egyrészt azért, mert onnan várhatott erősítést, másrészt nem fordulhatott vissza, mert időközben a Dunántúl déli részén a nemzetőr és népfelkelő táborok olyan sűrű hálója jött létre, hogy az erre való visszavonulás lehetetlenné vált. A horvát hadsereg a komáromi vár felé sem menekülhetett, mert a vár ekkor már a magyar alkotmányhoz hű vezetés alatt állt és maradt is egészen a szabadságharc végéig. Jellasics október 4-én ért Mosonba és terve az volt, hogy bevárja a Bécsből érkező erősítéseket, majd újra csatába száll a magyar sereggel.
A bán menekülése közben politikai síkon is döntő fordulat következett be. A pákozdi vereségről még nem, de Lamberg Ferenc meggyilkolásáról már értesült császári udvar elérkezettnek látta az időt a magyar alkotmánnyal szembeni nyílt fellépésre. Az uralkodó megtagadta az újjáalakult Batthyány-kormány elismerését, elrendelte a magyar országgyűlés feloszlatását és Magyarország polgári és katonai kormányzójává Josip Jelačićot nevezte ki.
Jellasics fő támogatója, Latour osztrák hadügyminiszter eközben sorra vezényelte a Bécsben állomásozó erőket Jellasics elé, nem gondolva arra, hogy lassacskán egyetlen bevethető alakulat sem marad Bécsben. Latour egész addigi, szabadságharccal kapcsolatos politikája tévedésnek bizonyult, ez utóbbi tévedéséért azonban már az életével fizetett. A magyarokkal rokonszenvező bécsiek október 6-án fegyveres felkelést robbantottak ki, a császári udvar Olmützbe menekült, Latourt pedig a felháborodott tömeg meglincselte. A forradalom hírére Jellasics Bécs irányában elhagyta Magyarország területét. A magyar sereg 1848. október 10-én elérte az osztrák határt és itt befejezte az üldözést.

### Az elkésett magyar támadás okai és a késés következményei
A magyar hadsereg megtorpanása, majd késve indított támadása a magyar hadtörténelem egyik sokat vitatott kérdésévé vált. A bécsi forradalom után természetesnek látszott, hogy a magyarok Bécs megsegítésére sietnek. A magyar hadsereg és a bécsi felkelők egyesülése döntően befolyásolhatta volna a szabadságharc további menetét és siker esetén ez a Habsburg Birodalom azonnali összeomlásához is vezethetett volna. 

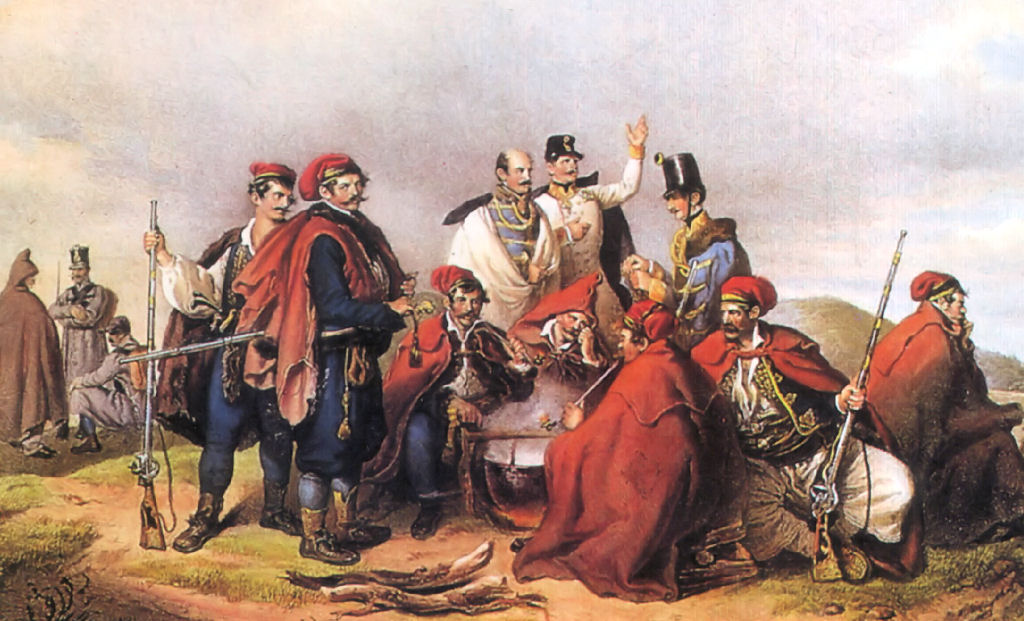
Jellasics harcosai között a schwechati csata előtt (Josef Kriehuber és Johann Höfelich színezett litográfiája

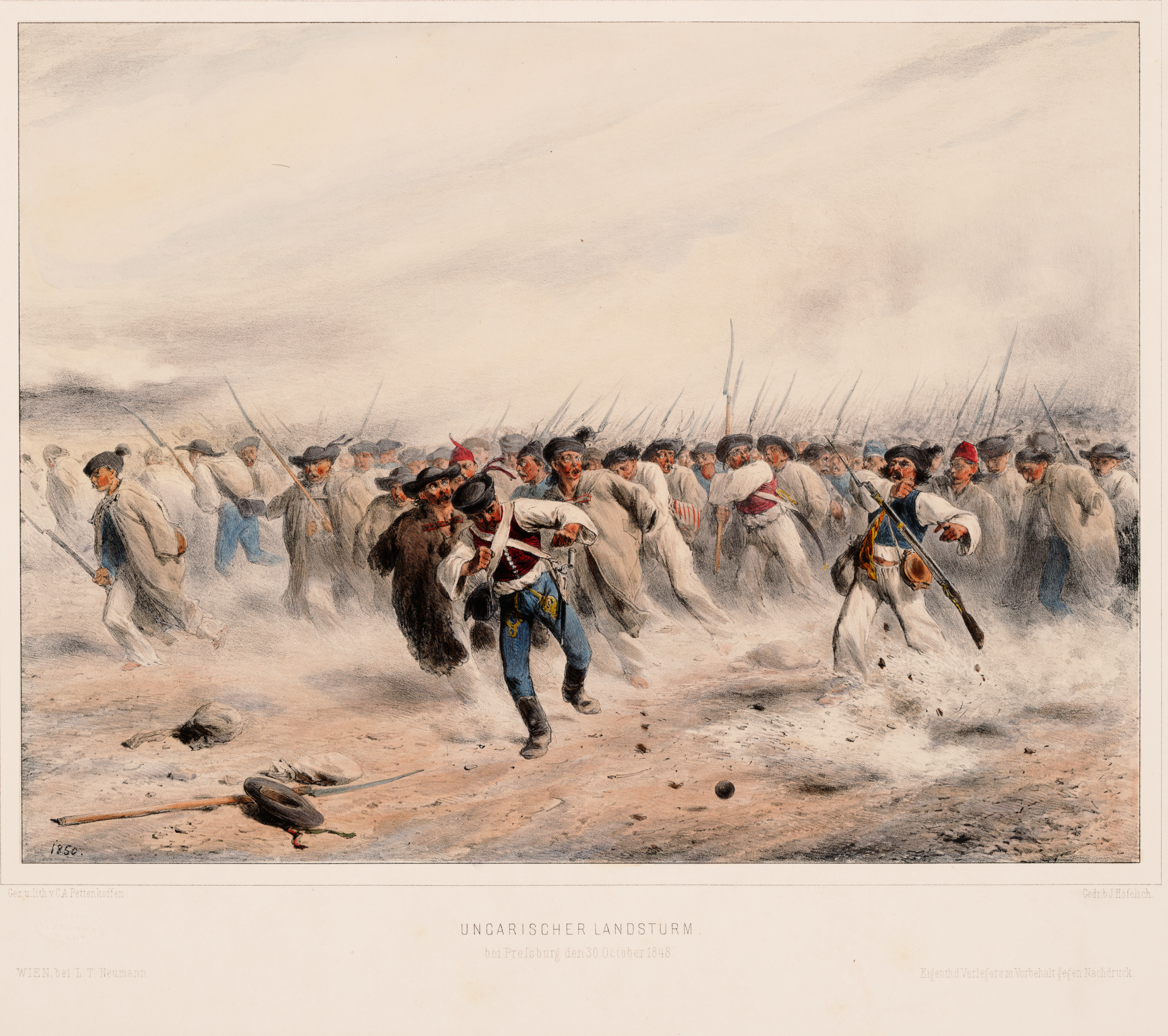
Magyar népfelkelők Pozsonynál 1848. október 30-án

A határ átlépése ellen azonban súlyos katonai és politikai érvek szóltak. A pákozdi csata óta az erőviszonyok jelentősen változtak Jellasics javára. A bán csapatainak értéktelenebb, horvát népfelkelőkből álló részét Kuzman Todorović tábornok vezetésével visszaküldte Horvátországba és a Bécsből erősítésül küldött, illetve a forradalom alatt kiszorított császári csapatokkal váltotta fel őket. A magyar csapatok így már nem egy néhány császári egység által támogatott horvát haderővel, hanem egy túlnyomórészt császári katonaságból álló haderővel álltak szemben. Ez nemcsak közvetlen katonai, hanem katonapolitikai nehézséget is felvetett. A magyar csapatokat vezető tisztek még ugyanazok voltak, akik a pákozdi diadalt kivívták. Pákozdnál azonban nem egy forradalmi hadsereg győzött, hanem a magyar függetlenséget külső betolakodók ellen védeni kész, az uralkodót mint királyt elismerő sorkatonaság. Móga János végül úgy döntött, hogy aláveti magát az országgyűlés, végső soron az Országos Honvédelmi Bizottmány akaratának, a határátlépés kérdésében azonban a magyar politikai vezetés sem volt egységes. A baloldali képviselők követelték a bécsi forradalom megsegítését, a jobboldaliak viszont – alkotmányos okokra hivatkozva – ellenezték. Kossuth is eleinte ragaszkodott a törvényességhez, azt hangoztatva, hogy a magyarok nem lázadók, hanem a hazájukat védik, később azonban megváltoztatta álláspontját és október 18-án a magyar táborba indult, hogy végre fordulatot adjon az eseményeknek.
Ezt az időt használta ki a tábornaggyá előléptetett Windisch-Grätz és rövid idő alatt a császári haderő jelentős részét átcsoportosította Bécs alá. A várakozás ideje alatt így az erőviszonyok végérvényesen eltolódtak a császáriak javára. Október 23-ára Windisch-Grätz mintegy nyolcvanezer katonával és 210 löveggel rendelkezett, míg a magyar haderő létszáma nem érte el a harmincezer főt. A harcképességet tekintve a császáriak fölénye még ennél is nyomasztóbb volt. Windisch-Grätz elég erős volt ahhoz, hogy csapatait két részre osztva, egyik felével Jellasics csapatait megerősítve, a magyarokkal vegye fel a küzdelmet, másik részével befejezze Bécs ostromát. Így, amikor a magyar hadsereg végül átlépte a határt a hadművelet eredeti célja, Bécs felmentése már eleve kudarcra volt ítélve.

## A csata lefolyása

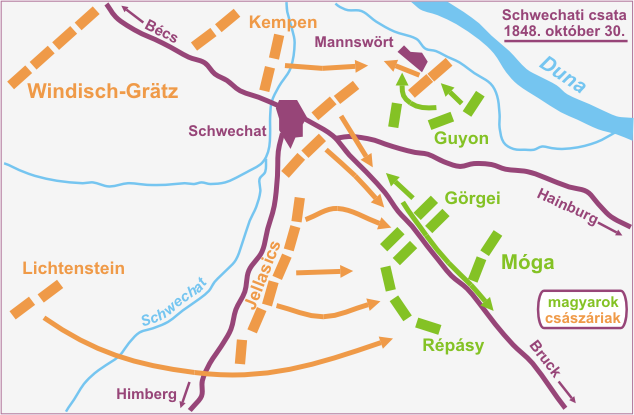
A csata vázlata

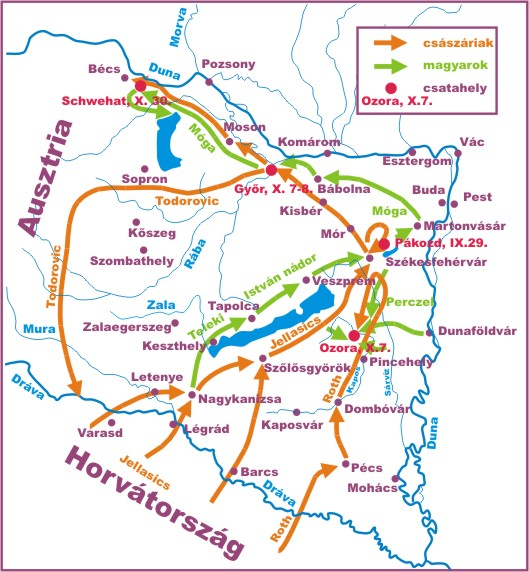
Jellasics 1848 őszi támadása

A csata a magyar csapatok számára kedvezően kezdődött. A jobb szárnyon a Guyon Richárd vezette dandár mintegy húsz perces küzdelem után szuronyrohammal bevette Mannswörth falut. Mivel eközben a centrumban eredménytelen tüzérségi párbaj folyt, a bal szárnyon pedig Répásy ezredes dandára késve vonult fel, Guyon sikere azt eredményezte, hogy a magyar hadrend ferde vonalat vett fel. Fennállt a veszély, hogy az így kialakuló résbe benyomuló ellenség oldalba támadhatja a magyar centrumot, Móga ezért a Görgei Artúr vezette centrum visszavonulását rendelte el. Felismerte a magyar bal szárny késése miatt kialakult helyzetet Jellasics is, mert utasította Franz Lichtenstein altábornagy lovashadosztályát, hogy kerüljön a magyar centrum hátába. Egyidejűleg Karl Zeisberg vezérőrnagy irányításával erős tüzérségi tűz alá vették Görgei csapatait. Görgei csapatainak nagy részét tapasztalatlan nemzetőrök és népfelkelők alkották, akik az ágyútűztől és a gyors visszavonulástól megijedtek és tömegesen megfutottak. A magyar tüzérség rövid visszavonulás után ismét lőni kezdett, így a centrumban előnyomuló császáriakat sikerült megállítani. Répásy ezredes késése végül szerencsésnek bizonyult, mert akkor érkezett a csatatérre, mikor a császári lovasság a magyar centrum hátába kerülhetett volna. Lichtenstein Répásy megjelenése miatt nem merte elrendelni a rohamot, így a magyar sereg elkerülte a bekerítést és nagyobb veszteségek nélkül vissza tudott vonulni. Windisch-Grätz hibát követett el, mert nem akarta gyengíteni a Bécs körüli ostromzárat, ezért nem üldözte a magyar csapatokat. Sőt a magyar huszárok teljesítménye láttán elismerte: ez már nem lázadótömeg, hanem egy hadsereg.

## Következmények

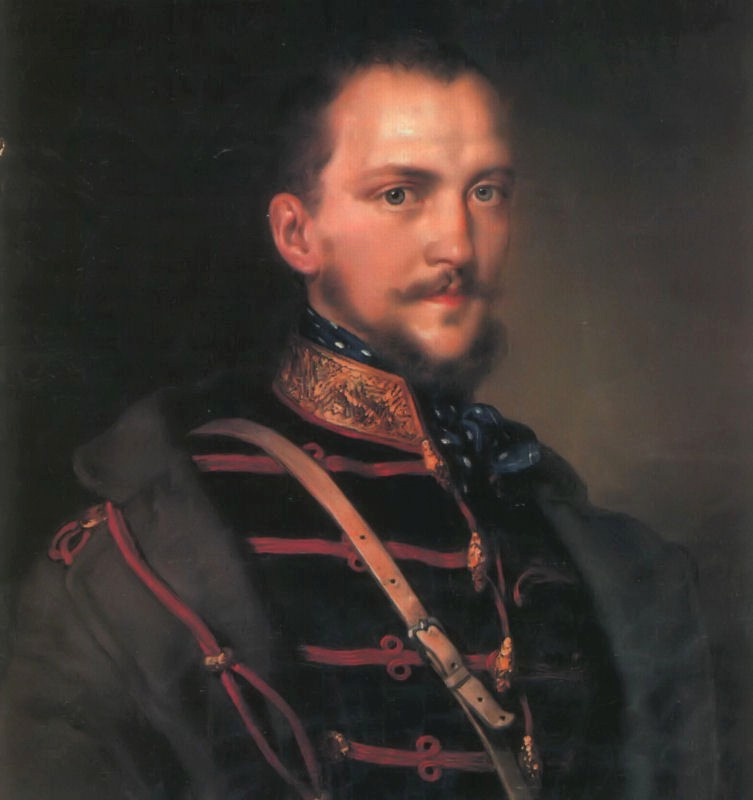
A csatában szerzett és korábbi érdemei alapján Görgei Artúrt tábornokká léptették elő és kinevezték a feldunai hadsereg parancsnokává. (Barabás Miklós festménye)

A császári hadvezetés célja az volt, hogy megakadályozza a bécsi felkelők és a magyar csapatok egyesülését. Windisch-Grätz tehát látszólag győzelmet aratott, mert ezt a célt el is érte, visszaverte a magyar támadást, majd offenzívát indított a forradalmi Bécs ellen az egyesült osztrák-horvát sereggel. A csata utáni napon a bécsi felkelők letették a fegyvert, a forradalmárok egyes csoportjai továbbra is fegyverben maradtak, átverekedték magukat a határon és beléptek a honvédseregbe. A vereség azonban nem vált katasztrofálissá, mert – részben a sereg egy részének helytállása, részben az ellenség hibái következtében – a magyar hadsereg úgy érte el a határt, hogy megőrizte harcképességét.
A csata katonapolitikai szempontból kifejezetten előnyös következményekkel járt, mert bebizonyította, hogy a nemzetőrök és a népfelkelők nem alkalmasak a császári sorezredek elleni harcra. Nyilvánvaló lett az is, hogy a magyar csapatokat csak olyan tisztek vezethetik, akik habozás nélkül lőnek nem csak a horvát népfelkelőkre, hanem akár volt bajtársaikra is. A magyar tisztek között ekkor indult meg az a tisztulási folyamat, amely a valóban elkötelezett tiszteket juttatta magas pozícióba.